# Adolfo d'Empaire Andrade
Adolfo d'Empaire Andrade (10 de noviembre de 1873-6 de enero de 1947) fue un médico venezolano.

## Biografía
Nació el 10 de noviembre de 1873. Realizó sus estudios primarios en Santa Rita graduándose de Bachiller en Filosofía en la Universidad del Zulia en el año 1892. En ese mismo año y en la misma casa de estudios inicia la carrera de medicina.
En el año de 1897 realiza su primera intervención quirúrgica. Se gradúa ese mismo año versando su tesis sobre Septicemia Puerperal.Viaja a Europa en los años 1899 a 1901 haciendo cursos en Italia y Francia de Bacteriología, Histología, Obstetricia y Cirugía.Fundador de la Cruz Roja Venezolana sección Zulia y varias veces su presidente.
En el año 1905 fue miembro de la Academia Nacional de Medicina. Secretario del Segundo Congreso Venezolano de Medicina (1917. Co-redactor de la Geografía Médica del Zulia. Miembro del International College of Surgeons EE. UU.En el año 1941 es Miembro honorario Nacional de la Sociedad de Obstetricia y Ginecología de Caracas y Presidente Honorario de la Sociedad Médico Quirúrgica del Zulia.